# Редон, Филипп
Филипп Редон (фр. Philippe Redon; 12 декабря 1950, Горрон — 12 мая 2020) — французский футболист, игравший на позиции нападающего. По завершении игровой карьеры — тренер.

## Игровая карьера
Во взрослом футболе дебютировал 1971 года выступлениями за команду клуба «Ренн», в которой провёл четыре сезона, приняв участие в 44 матчах чемпионата.
В течение 1975—1976 годов защищал цвета команды клуба «Ред Стар».
Своей игрой за последнюю команду привлёк внимание представителей тренерского штаба клуба «Пари Сен-Жермен», к составу которого присоединился в 1976 году. Сыграл за парижскую команду следующие два сезона своей игровой карьеры. Большинство времени, проведённого в составе «Пари Сен-Жермен», был основным игроком атакующего звена команды.
Впоследствии, с 1978 по 1988 год, играл в составе команд клубов «Бордо», «Мец», «Лаваль», «Руан» и «Сент-Этьен».
Завершил профессиональную игровую карьеру в клубе «Кретей», за который выступал на протяжении 1988 года.

## Карьера тренера
Начал тренерскую карьеру сразу же по завершении карьеры игрока, в 1988 году, возглавив тренерский штаб клуба «Кретей».
1989 года стал главным тренером команды «Ланс», тренировал команду лишь несколько месяцев, после чего вернулся в «Кретей».
Впоследствии, в течение 1990—1992 годов, возглавлял тренерский штаб сборной Камеруна.
В 2000—2002 работал во главе сборной Либерии.
Последним местом его тренерской работы был клуб «Ренн», главным тренером команды которого Филипп Редон был с 2002 по 2008 год.